# المصرية للبروبلين والبولي بروبلين
المصرية للبروبلين والپولي‌ بروبلين، هي شركة خاصة مصرية متخصصة في إنتاج البروبلين والبولي‌ بروبلين. يقع المقر الرئيسي للشركة في الجميل، محافظة بورسعيد. يترأس مجلس إدارتها محمد فريد خميس.

## مجلس الإدارة
- محمد فريد خميس، رئيس مجلس الإدارة
- خالد الحديدي، العضو المنتدب
- عمرو الشربيني، عضو مجلس الإدارة
- محسن متولي، عضو مجلس الإدارة
- أبو بكر صبحان، عضو مجلس الإدارة
- مصطفي طلبة، عضو مجلس الإدارة
- كريم سعاده، عضو مجلس الإدارة
- دخيل الله الزهراني، عضو مجلس الإدارة
- فريدة محمد فريد خميس، عضو مجلس الإدارة
- محمد محمد فريد خميس، عضو مجلس الإدارة
- إبراهيم سعيد، نائب رئيس مجلس الإدارة